# Friedhof (Ramsau bei Berchtesgaden)
Der Friedhof in Ramsau bei Berchtesgaden ist ein kirchlicher Friedhof im Sinn des kirchlichen Gesetzbuches (cc. 1240–1243 CIC) und Teil der denkmalgeschützten Kirchenanlage der Pfarrkirche St. Sebastian in Ramsau bei Berchtesgaden.

## Geschichte
Der historische bzw. „alte“ Friedhof als Teil der Pfarrkirche St. Sebastian wurde bereits 1658 angelegt und ist als alter historischer Kirchenfriedhof „im Tal“ Bestandteil des denkmalgeschützten Ensembles „Taubensee“, eines Denkmals von europäischem Rang, der aufgrund der Bodenverhältnisse nur noch für Urnenbestattungen zugelassen ist.

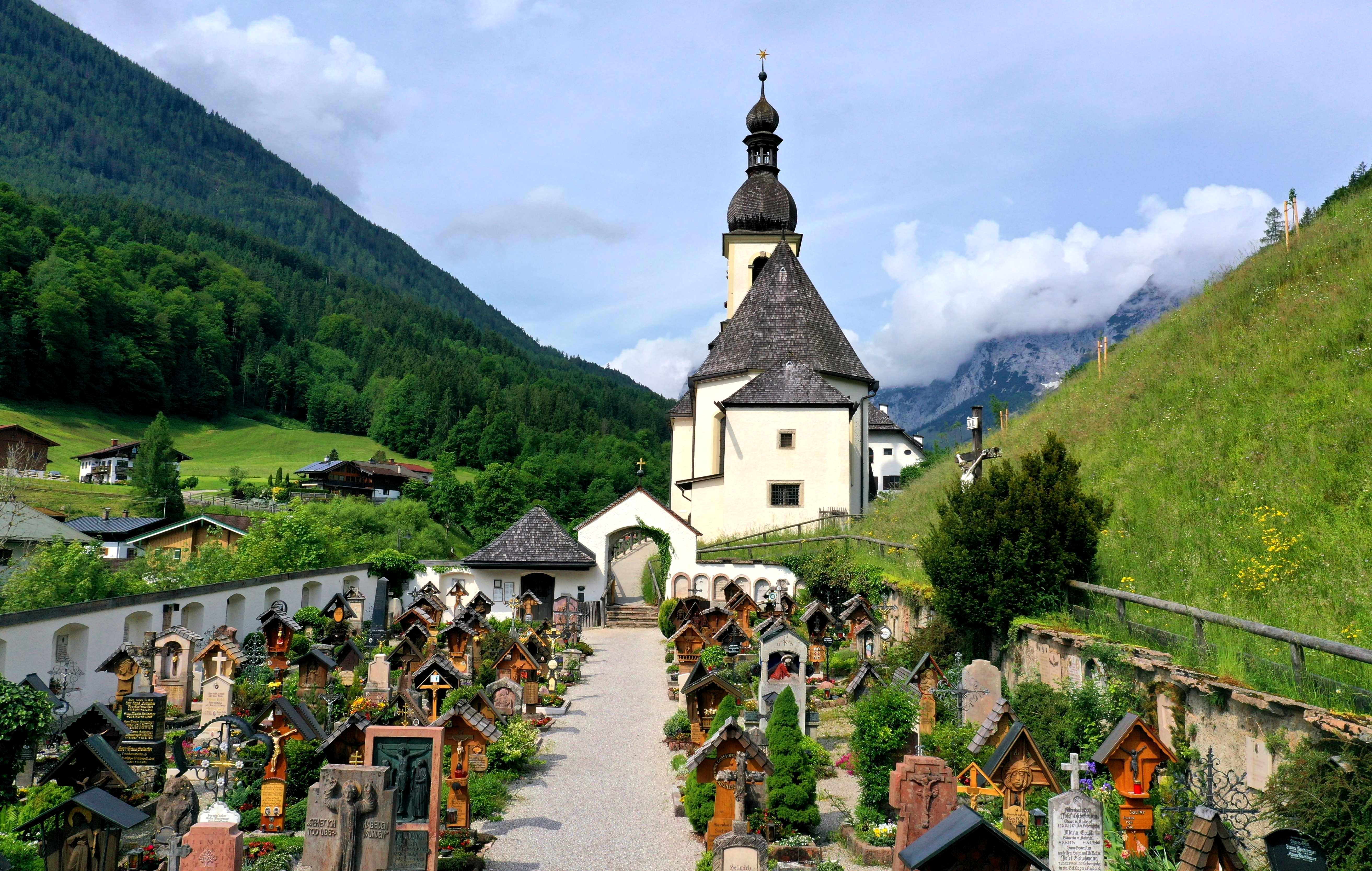
Alter Friedhof
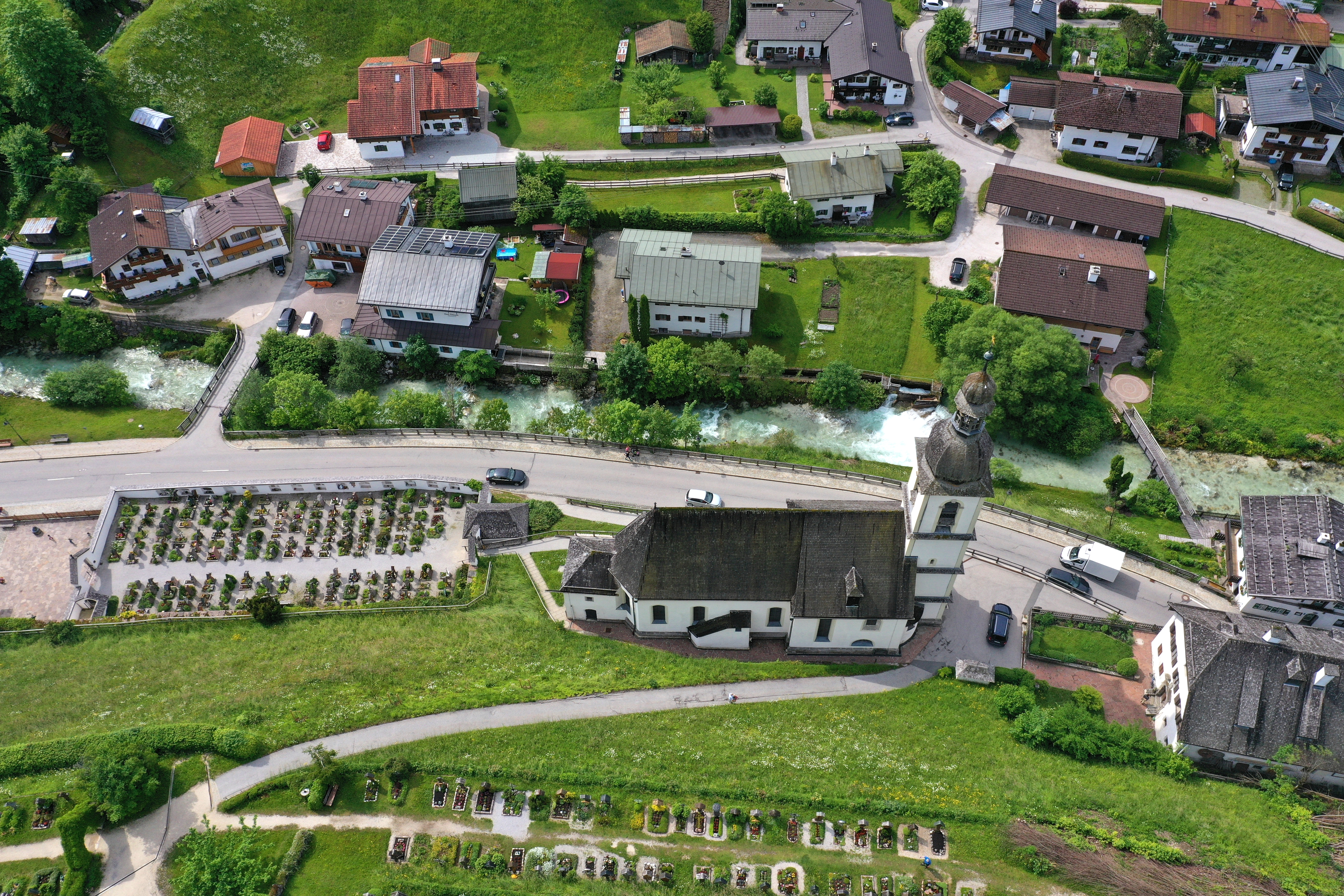
Alter Friedhof mit Pfarrkirche St. Sebastian (Draufsicht)

Ergänzt wird diese historisch Friedhofsensemble seit 1938 von einem Leichenhaus (mundartlich „Leichenkammerl“ genannt).

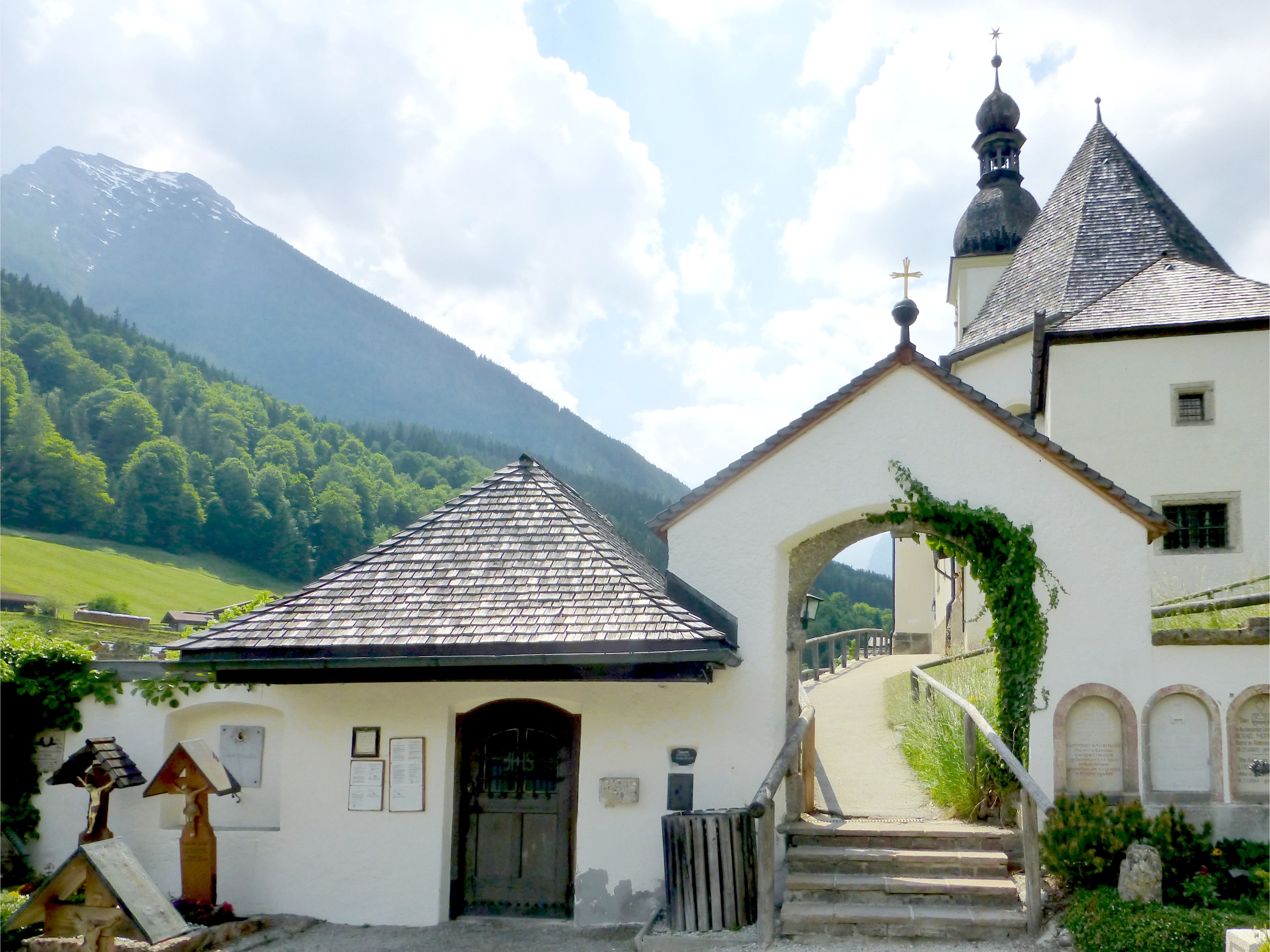
Friedhofskapelle bzw. „Leichenkammerl“ mit Eingangstür (neben Durchgang zum Friedhof links)
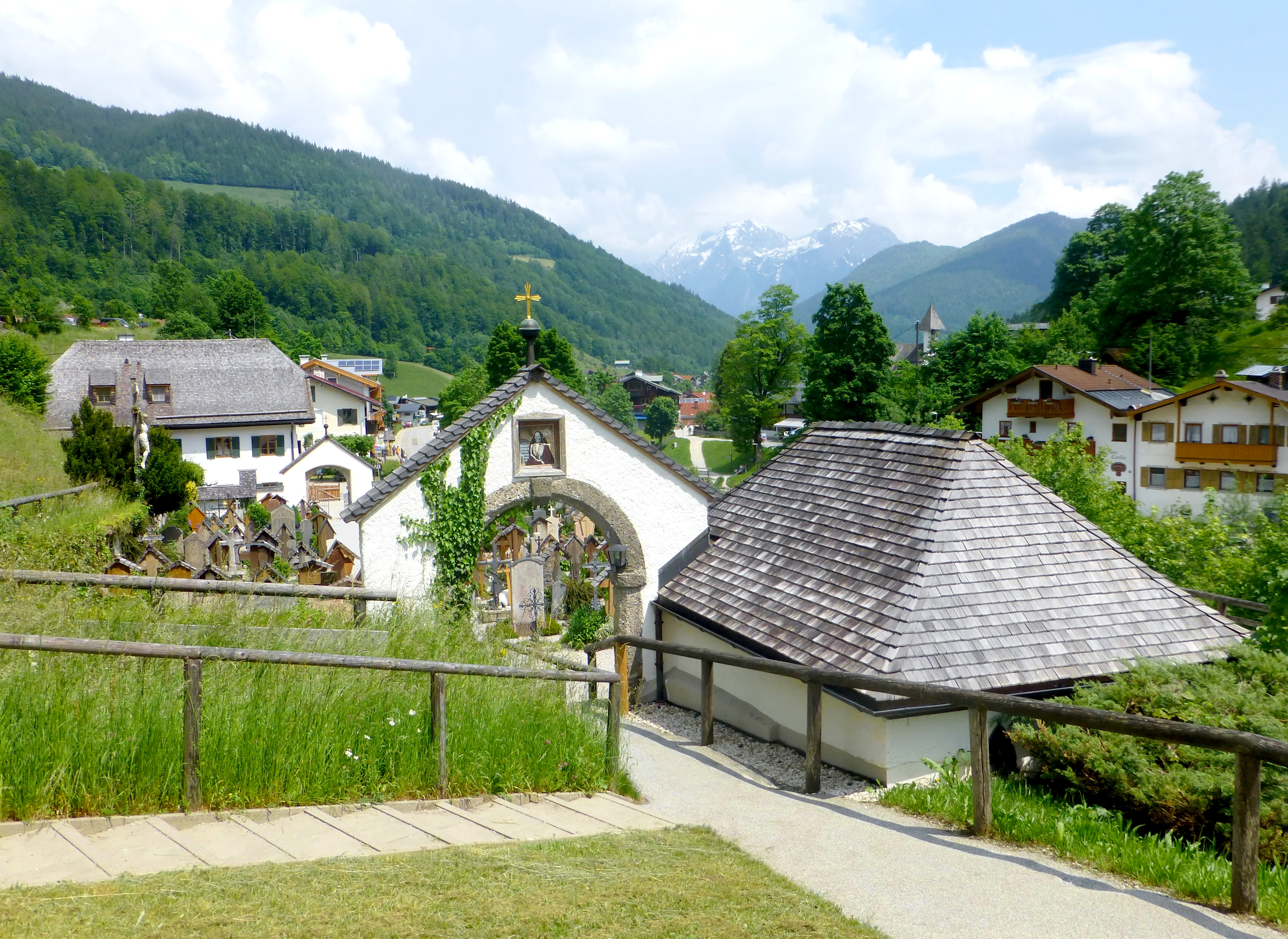
Rückansicht des „Leichenkammerls“ (vorne rechts)
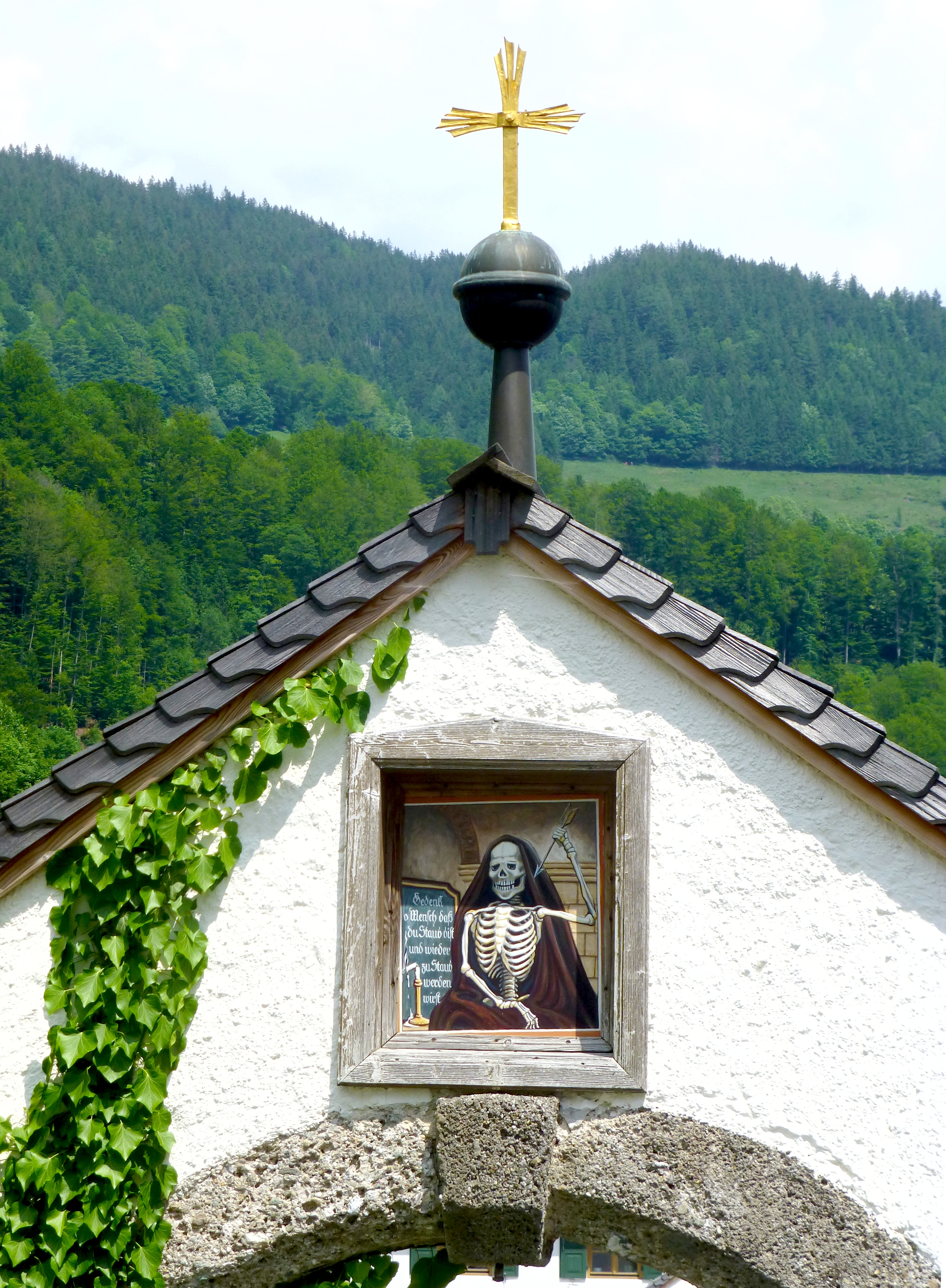
Bildillustration über Torbogen des Friedhof-Durchgangs innen

Im 20. Jahrhundert kam es zu drei notwendig gewordenen Erweiterungen des Friedhofs, die hangaufwärts über dem „alten Friedhof“ als „Bergfriedhof“ angelegt wurden:
- 1949: Die älteste Erweiterung erfolgte unter schwierigen Bodenverhältnissen (z. T. anstehender Fels), die wiederum entsprechende Bestattungsbeschränkungen an einzelnen Grabstätten zur Folge hat.
- 1969 – 1971: Ein westlich angelegter Erweiterungsteil erlaubt eine ausreichende Grabtiefe, erfordert aber im Einzelfall einen Bodenaustausch.
- 1991 – 1993: Der nördlich angelegte Erweiterungsteil bedarf keiner Nutzungseinschränkungen.

Zwischenzeitlich wurde zudem von Josef Appl aus Berchtesgaden 1959 noch ein Kriegerdenkmal zu Ehren der Gefallenen beider Weltkriege geschaffen, das am Osteingang des Friedhofs platziert wurde. In Anlehnung an den Psalm 42 hat das Denkmal die Gestalt eines Hirschen, ergänzt um das Psalmzitat „Wie der Hirsch sich sehnt nach der Wasserquelle, so sehnt sich meine Seele nach dir, o Gott“. 1975 wurde dieses Denkmal von Hans Richter aus Berchtesgaden um Bronzeschriftplatten verändert bzw. ergänzt.

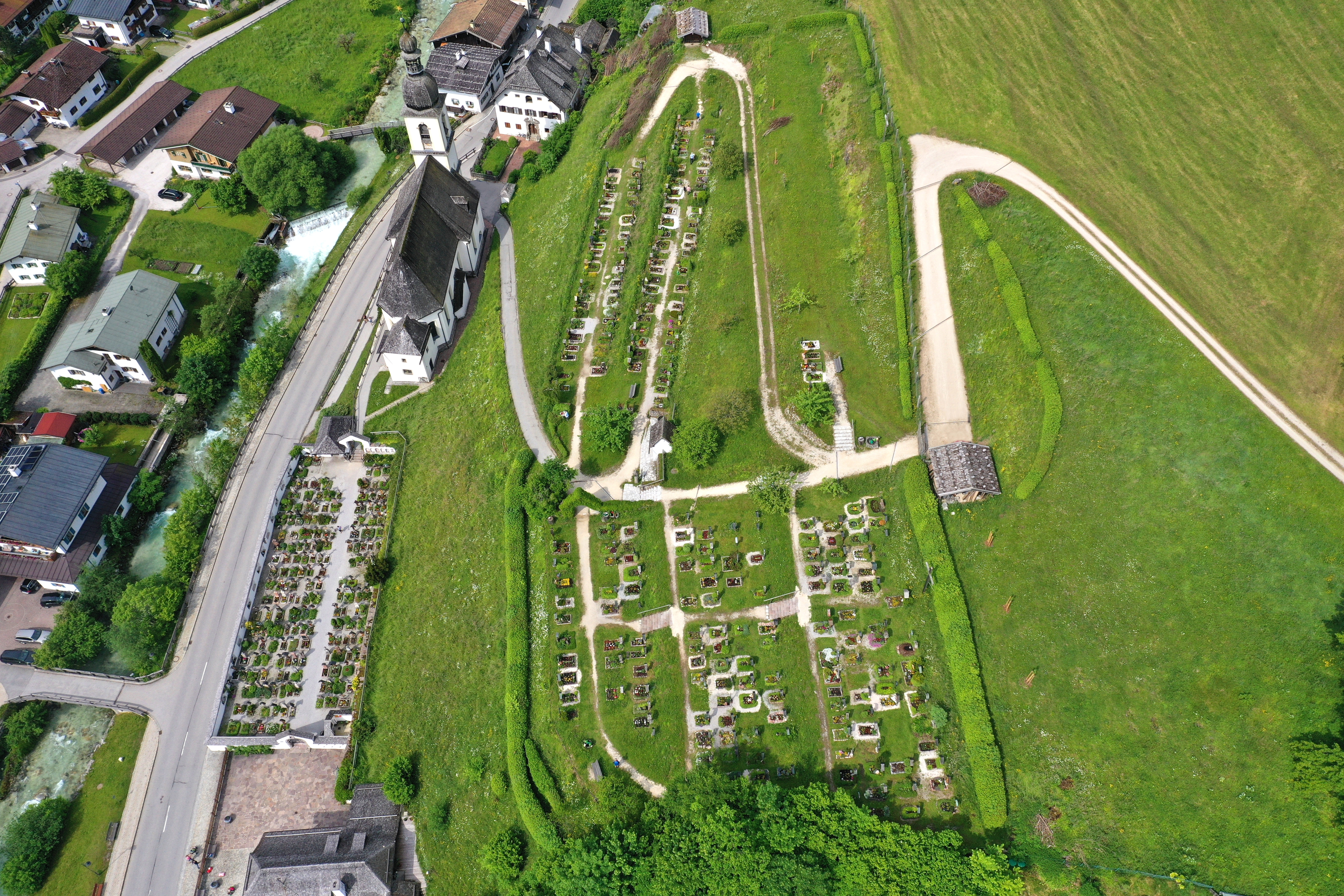
Alter Friedhof + Bergfriedhof (Draufsicht)
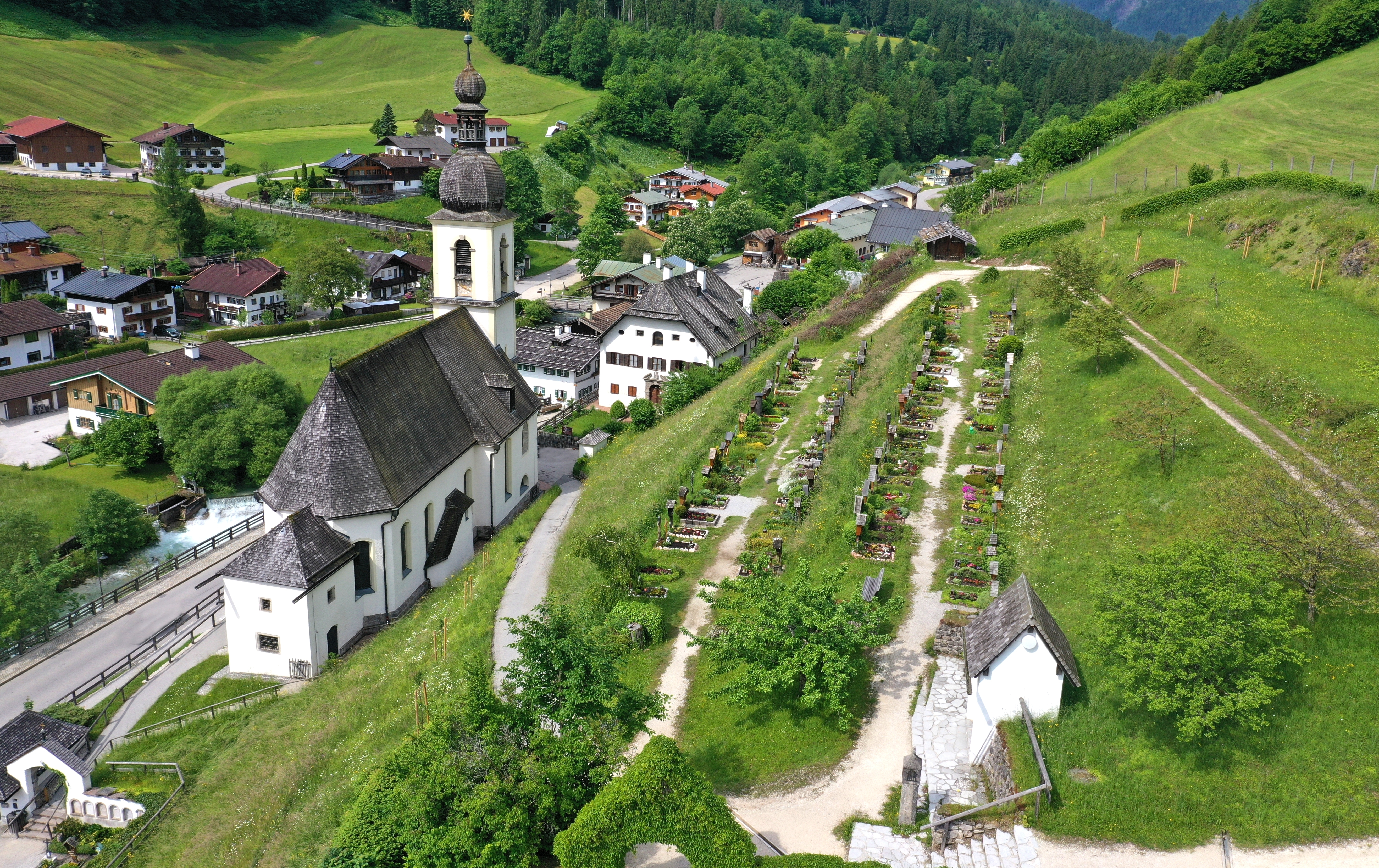
Kirche mit einem Teil des Bergfriedhofs
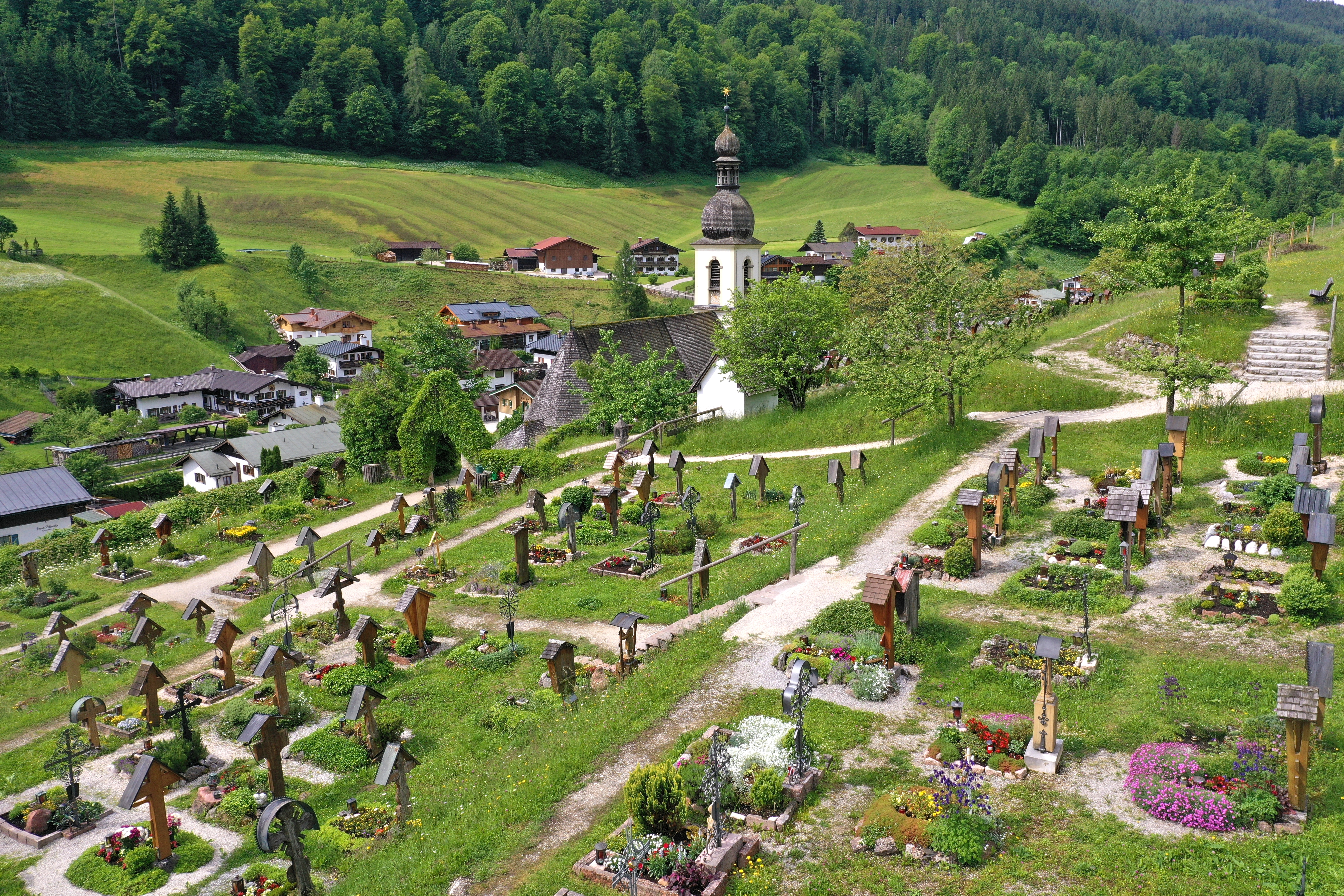
Teil des Bergfriedhofs
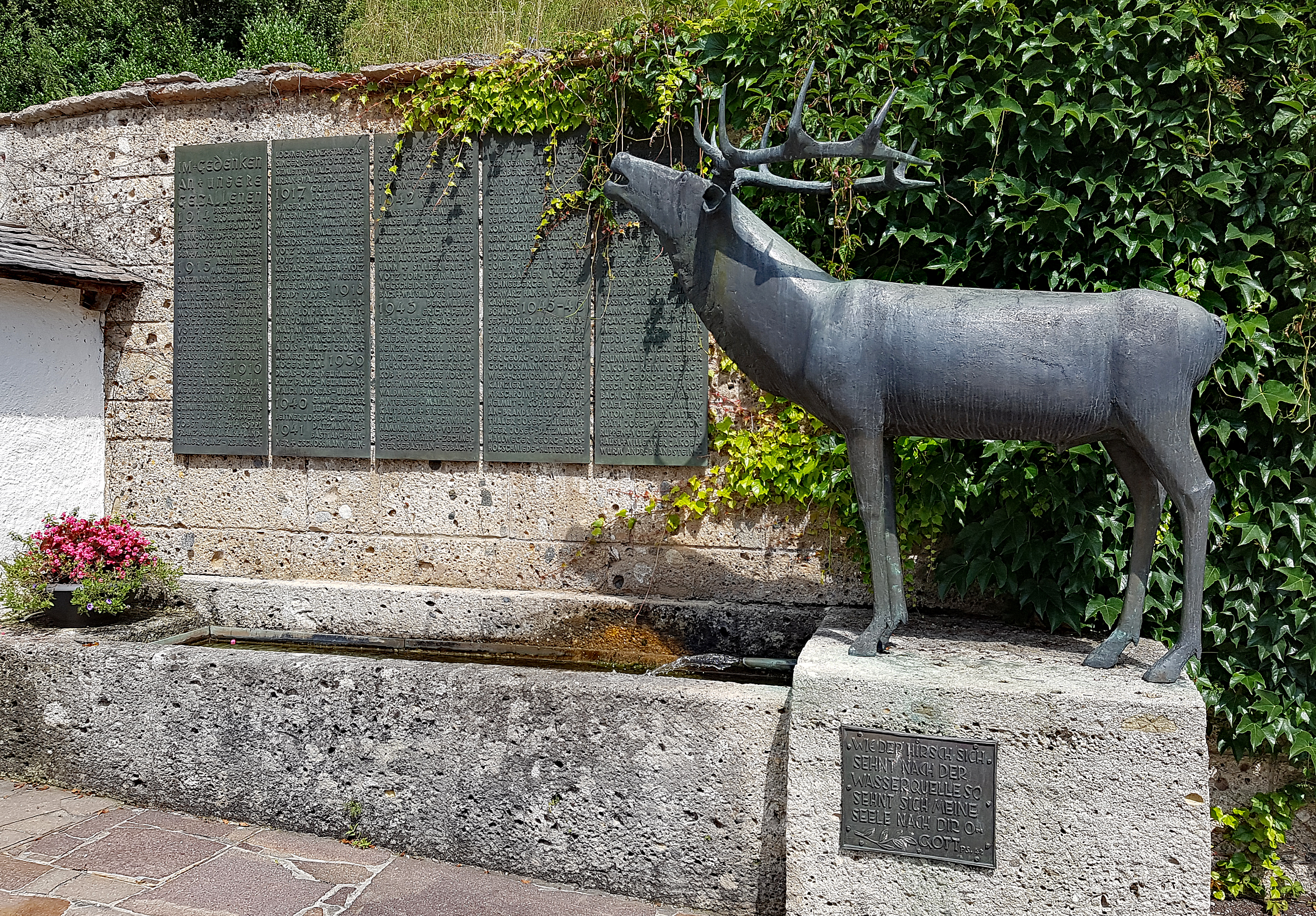
Kriegerdenkmal zu Ehren der Gefallenen beider Weltkriege

## Organisation

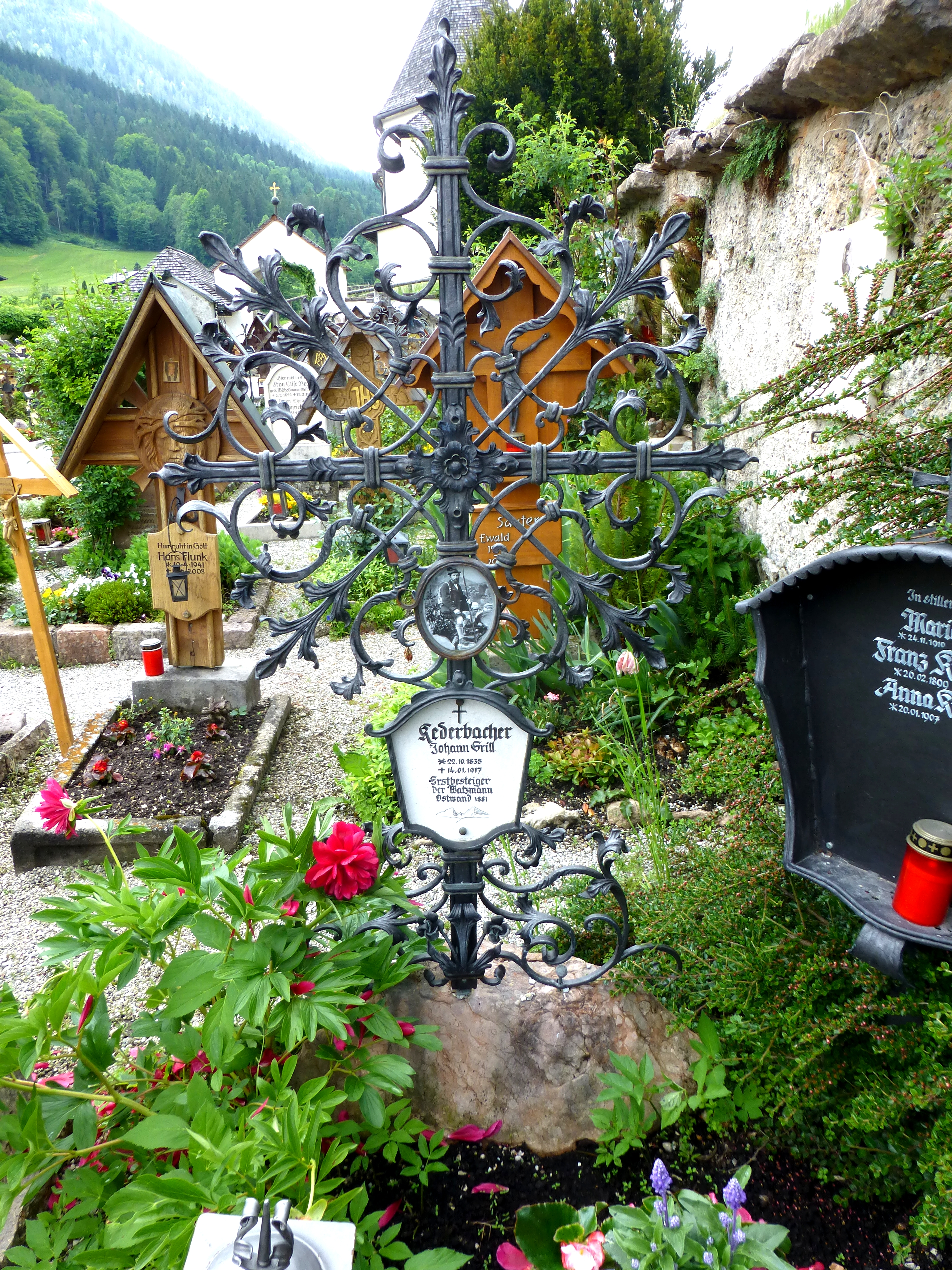
Grabstätte Johann Grill auf dem alten Friedhof

Der Friedhof ist Eigentum der römisch-katholischen Kirchengemeinde St. Sebastian und wird auch von ihr verwaltet.

## Grabstellen bekannter Persönlichkeiten
Auf dem Ramsauer Friedhof befinden sich die Grabstätten alteingesessener Bürgerfamilien, am bekanntesten ist die von:
- Johann Grill (1835–1917), genannt der „Kederbacher“, war Erstdurchsteiger der Watzmann-Ostwand und erster offizieller deutscher Bergführer.
- Willy Schlieker (1914–1980), deutscher Großindustrieller.